# Buchholterberg
Buchholterberg là một đô thị ở huyện Thun ở bang Bern ở Thụy Sĩ. Đô thị này có diện tích 15,34 km², dân số năm 2006 là 1480 người.